# Grupo Santa Cecilia
Grupo Santa Cecilia fue un grupo musical mexicano surgido hacia el año 1971 en Santa Cecilia, Jalisco, México y muy conocido en la Ciudad de México. Grabaron baladas principalmente. Muy recordados en México por su éxito radiofónico "Solo Otra Vez", cover al cantante irlandés Gilbert O'Sullivan.

## Historia.
Poca información existe de este y otros grupos mexicanos de la época. Su máxima actividad artística se registró entre principios y mediados de la década de 1970, cuando realizaban presentaciones en importantes centros de espectáculos de la Ciudad de México. Esta grupo ha sido relacionado con otro grupo musical de la época llamado Grupo El Final.

## Estilo.
Influenciados por Gilbert O'Sullivan y varios grupos musicales de la época. Incursionan en varios ritmos y graban algunos temas de la inspiración de Sergio Ruiz, cantante del grupo.

## Discografía.
Graban aproximadamente 6 LP para el sello mexicano Discos Orfeón. Algunos de sus éxitos se han publicado en Estados Unidos y son conocidos en España, en 2001 se reedita un CD.
- Grupo Santa Cecilia, Discoteque Bump-Serie Impakto, Orfeón, 1976.
- Grupo Santa Cecilia, Rock de los 60's, CDN-17089, Dimsa, 2001.

Sus últimas grabaciones datan de fines de los años 70, realizándose en inglés y como acompañamiento de otros artistas.

## Éxitos.
- Solo otra vez (cover de "Alone Again" de Gilbert O'Sullivan) -1971-
- Clara (cover de "Claire" de Gilbert O'Sullivan) -1971-
- Me esperaras (cover a Kristofferson, de la cual realizaron versiones Elvis Presley y José María Napoleón)
- Solo vivo para ti (cover de "Don’t you worry 'bout a thing" de Stevie Wonder)
- Mi amor te adoro (cover de "My Eyes Adored You" de Frankie Valli)
- Eres la primera, la última y mi todo (cover de "You Are The First, My Last, My Everything" de Barry White)
- Billy no seas un héroe (cover "Billy Don't Be An Hero" de Paper Lace, también grabada en México por el cantante Jorge Duarte)
- Dulce dama (cover de "Lady Marmalade" de Labelle, con las voces de las Hermanas Navarro)
- Matrimonio .- "Matrimony", original de Gilbert O'Sullivan

- Datos: Q5886433